# Suseni (okręg Ardżesz)
Suseni – wieś w Rumunii, w okręgu Ardżesz, w gminie Bogați. W 2011 roku liczyła 955 mieszkańców.